# Dark Matter Dimensions
Dark Matter Dimensions è il quarto album in studio del gruppo musicale metal svedese Scar Symmetry, pubblicato nel 2009.

## Tracce
1. The Iconoclast – 5:07
2. The Consciousness Eaters – 4:42
3. Noumenon and Phenomenon – 4:13
4. Ascension Chamber – 3:48
5. Mechanical Soul Cybernetics – 3:27
6. Nonhuman Era – 4:45
7. Dark Matter Dimensions – 4:12
8. Sculptor Void – 5:23
9. A Parenthesis in Eternity – 4:43
10. Frequencyshifter – 3:15
11. Radiant Strain – 4:15

## Formazione
- Jonas Kjellgren – chitarra, tastiere
- Per Nilsson – chitarra
- Roberth Karlsson – voce "growl"
- Lars Palmqvist – voce "pulita"
- Kenneth Seil – basso
- Henrik Ohlsson – batteria